# Hycleus flavoguttata
Hycleus flavoguttata là một loài bọ cánh cứng trong họ Meloidae. Loài này được Reiche miêu tả khoa học năm 1849.